# Saló Internacional del Còmic de Barcelona de 1982
El 2n Saló Internacional del Còmic de Barcelona o 2n Saló del Còmic i del Llibre il·lustrat es va celebrar entre el dimarts 11 i el diumenge 16 de maig al recinte del Palau Victòria Eugènia de la Fira de Barcelona.
El nom oficial del certamen fou "2n Saló del Còmic i del Llibre il·lustrat", a diferència de la primera edició, que s'havia anomenat "Saló del Còmic i de la Il·lustració de Barcelona". Aquesta modificació del nom oficial obeïa a la intenció per part de l'organització d'incloure i destacar la il·lustració en els llibres de text. Malgrat tot, el cartell explicitava que es tractava de la segona edició, donant així continuïtat al certamen barceloní del novè art nascut el 1981.
L'acte d'inauguració va comptar amb la presència de Max Canher, conseller de cultura de la Generalitat de Catalunya i Josep Maria Figueres, president de la Fira de Barcelona.
El comitè organitzador del Saló, presidit per Jesús Blasco amb el guionista Mariano Hispano i l'editor Josep Toutain com a vicepresidents, va destacar la importància de la doble vessant del Saló, d'una banda destinat a mostrar la producció editorial i, de l'altra, a ser un espai d'intercanvi entre editors de tot el món.
La segona edició del Saló va destacar per la major presència de la indústria editorial nacional, que va duplicar la seva presència respecte a l'edició anterior. Una oficina d'informació dedicada a dibuixants, agents i editors va contribuir a ampliar la visibilitat al sector nacional, a més de les exposicions organitzades i una projecció de diapositives.
Un total de 57 editorials, nacionals i estrangeres, havien confirmat la seva presència al Saló, que va disposar de 4.000 m². Va comptar amb un total de 60 estands ocupats per editors, guionistes, dibuixants i publicacions especialitzades, a més d'un estand del departament de cultura de la Generalitat de Catalunya.
Entre les conferències, taules rodones i altres actes, va destacar la projecció de la pel·lícula d'animació Heavy Metal, amb històries de l'editorial francesa Les Humanoïdes Associés; l'estrena de la pel·lícula d'animació Els amos del temps, il·lustrada per Moebius; i la projecció de dos curtmetratges experimentals de Richard Corben.
A nivell nacional, els periodistes Elías García i José Antonio Maíllo, presentadors del popular programa radiofònic Rock, cómics y otros rollos van organitzar una exposició d'obres de dibuixants novells i afeccionats amb l'objectiu de promocionar el còmic estatal.

## Cartell
El cartell promocional de la segona edició del Saló fou encarregat al dibuixant català Ricard Opisso, després que Miguel Gallardo s'hagués ocupat d'elaborar el cartell de la primera edició. El cartell mostra a un grapat de gent format per grans i petits que avancen en grup tal com en una manifestació. Els personatges estan proveïts de banderes i pancartes amb motius que al·ludeixen a l'art, en referència al Saló.

## Novetats
Una de les grans novetats editorials del Saló va ser la presentació de la col·lecció Historia de los Comics, editada per Toutain Editor sota la direcció de l'especialista Xavier Coma. L'obra, en un avançat estat de producció, havia estat inicialment concebuda amb 36 fascicles separats en 3 volums. El primer volum, dedicat als clàssics nord-americans, se centrava en els còmics produïts als Estats Units entre finals del s. XIX i la primera meitat del s. XX. El segon, dedicat a l'expansió internacional del còmic, analitzava l'evolució del còmic als anys 1960. El tercer, per acabar, recollia l'actualitat i les darreres tendències del còmic de tot el món.
Finalment, la ingent obra va quedar estructurada en 4 volums de 48 fascicles amb 32 pàgines cada un. El vohistorialum addicional, anomenat USA, tiempos modernos, era una continuació del primer volum i va estar dedicat al còmic contemporani dels Estats Units, passant pels superherois i fins al còmic underground, amb exponents com Richard Corben.
Entre els col·laboradors de l'enciclopèdica obra, destacaven els estatunidencs Bill Blackbeard i Maurice Horn; els francesos Pierre Couperie i Jean-Pierre Dionnet; els italians Umberto Eco i Oreste del Buono; l'anglès Denis Gifford; l'argentí Enrique Lypszlck, i els espanyols Román Gubern i Luis Gasca.
El Saló va exposar les portades les primers fascicles que integraven la voluminosa obra de la Historia de los Comics.
També durant la mateixa setmana del Saló, es presentà a la Fundació Joan Miró la revista de còmics Rambla, fundada per Josep Maria Beà, Alfonso Font, Luis García Mozos, Carlos Giménez, Alfonso Usero i el duo Ventura y Nieto. A la presentació hi va acudir també Hugo Pratt, que es trobava a Barcelona amb motiu del Saló. Rambla, havia estat concebuda com una publicació destinada a publicar material d'autors autòctons i novells.

## Invitats
Els millors dibuixants nacionals i estrangers van fer acte de presència al Saló.
Entre la multidud d'invitats al certamen barceloní del novè art, va destacar la presència d'artistes internacionals com Hugo Pratt, Milo Manara, Jean-Pierre Dionnet, Georges Pichard, Philippe Druillet, Enki Bilal, Will Eisner, Moebius, Bruce Jones o Joe Kubert. A nivell nacional, Víctor de la Fuente, Carlos Giménez, Josep Maria Beà o Francisco Ibáñez no van faltar a l'esdeveniment.